# Петер Шеттель
Петер Шеттель (нім. Peter Schöttel, нар. 26 березня 1967, Відень) — австрійський футболіст, захисник. По завершенні ігрової кар'єри — футбольний тренер. З 2015 року очолює тренерський штаб команди «Гредіг».
Як гравець насамперед відомий виступами за клуб «Рапід» (Відень), а також національну збірну Австрії.
Триразовий чемпіон Австрії. Дворазовий володар Кубка Австрії.

## Клубна кар'єра
Народився 26 березня 1967 року в місті Відень. Вихованець футбольної школи клубу «Рапід» (Відень). Дорослу футбольну кар'єру розпочав 1986 року в основній команді того ж клубу, кольори якої і захищав протягом усієї своєї кар'єри гравця, що тривала цілих сімнадцять років. Більшість часу, проведеного у складі віденського «Рапіда», був основним гравцем захисту команди. За цей час тричі виборював титул чемпіона Австрії, ставав володарем Кубка Австрії (двічі).

## Виступи за збірну
1988 року дебютував в офіційних матчах у складі національної збірної Австрії. Протягом кар'єри у національній команді, яка тривала 15 років, провів у формі головної команди країни 63 матчі.
У складі збірної був учасником чемпіонату світу 1990 року в Італії, чемпіонату світу 1998 року у Франції.

## Кар'єра тренера
Розпочав тренерську кар'єру, повернувшись до футболу після невеликої перерви, 2009 року, очоливши тренерський штаб клубу «Вінер-Нойштадт».
З 2011 року очолював тренерський штаб команди «Рапід» (Відень), з якого був звільнений 17 квітня 2013 року.
2015 року прийняв пропозицію стати головним тренером «Гредіга».

## Титули і досягнення
- Чемпіон Австрії (3):

«Рапід» (Відень): 1986-1987, 1987-1988, 1995-1996
- Володар Кубка Австрії (2):

«Рапід» (Відень): 1986-1987, 1994-1995
- Володар Суперкубка Австрії (3):

«Рапід» (Відень): 1986, 1987, 1988